# 1808 en Lorraine
Chronologie de la Lorraine
- 1804
- 1805
- 1806
- 1807
- 1808
- 1809
- 1810
- 1811
- 1812

Cette page est une liste d'événements qui se sont produits durant l'année 1808 en Lorraine.

## Événements
- Est élu député de la Moselle : Claude Nicolas François Colchen, il siège du 18 février 1808 au 4 juin 1814[1], Jean-Jacques Dumaire.
- Création de l'Académie de Metz regroupant un lycée et une faculté des Sciences. La faculté des sciences sera supprimée en 1815 et l'Académie de Metz en 1816[2].
- Deux consistoires sont établis, par Napoléon, à Metz et Nancy pour organiser la communauté juive[3].

## Naissances

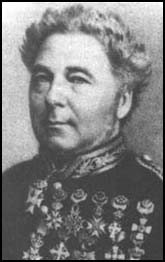
Jean-Charles Chenu

- 4 février à Charmes : Nicolas Blondlot, mort le 7 janvier 1877 à Nancy, médecin et chimiste français. Expert en toxicologie, il a fait bénéficier les expertises judiciaires des connaissances scientifiques de son temps, notamment par l'emploi du microscope dans l'analyse des taches de sang[4].
- 16 mars à Épinal : Henri Charles Hogard, mort à Gérardmer (Vosges) le 29 novembre 1880, géologue et cartographe français.
- 30 mars à Lunéville : Félix Joseph Barbelin, décédé le 8 juin 1869 à Philadelphie (États-Unis), était un prêtre jésuite français, missionnaire aux États-Unis. Il passa une grande partie de sa vie à Philadelphie où comme curé il fonda le collège Saint-Joseph, devenu l’Université Saint-Joseph. Il est considéré comme l'« apôtre de Philadelphie ».
- 23 juin à Bar-le-Duc (Meuse) : Edme Collot, homme politique français décédé le 11 juillet 1860 à Paris.
- 27 juin à Toul : Jean Baptiste Best, mort à Paris 6e le 2 octobre 1879, dessinateur, graveur sur bois et imprimeur français. Fondateur de l'Atelier ABL, il est l'un des plus gros producteurs en France de bois gravés durant les années 1830-1850.
- 17 juillet à Épinal (Vosges) : Eugène Jeanmaire, homme politique français décédé le 9 mars 1886 à Épinal.
- 30 août à Metz : Jean-Charles Chenu, médecin et un naturaliste français, mort le 12 novembre 1879 à l’hôtel des Invalides à Paris.
- 8 octobre à Metz : Alfred de Faultrier, homme politique français décédé le 29 avril 1882 à Xonville (Moselle).
- 25 octobre à Verdun : Nicolas-Amand Buvignier, mort le 22 avril 1880 à Verdun, géologue, paléontologue et spéléologue français.
- 8 novembre à Saint-Mihiel (Meuse) : Charles Louis Benoit, homme politique français  décédé le 24 juillet 1889 à Verdun (Meuse).
- 27 novembre à Châtel-sur-Moselle : Dieudonné Eugène Mougel[5] dit Eugène Mougel-Bey[6], mort à Paris le 27 novembre 1890[7]), ingénieur en chef des ponts et chaussées français.

## Décès

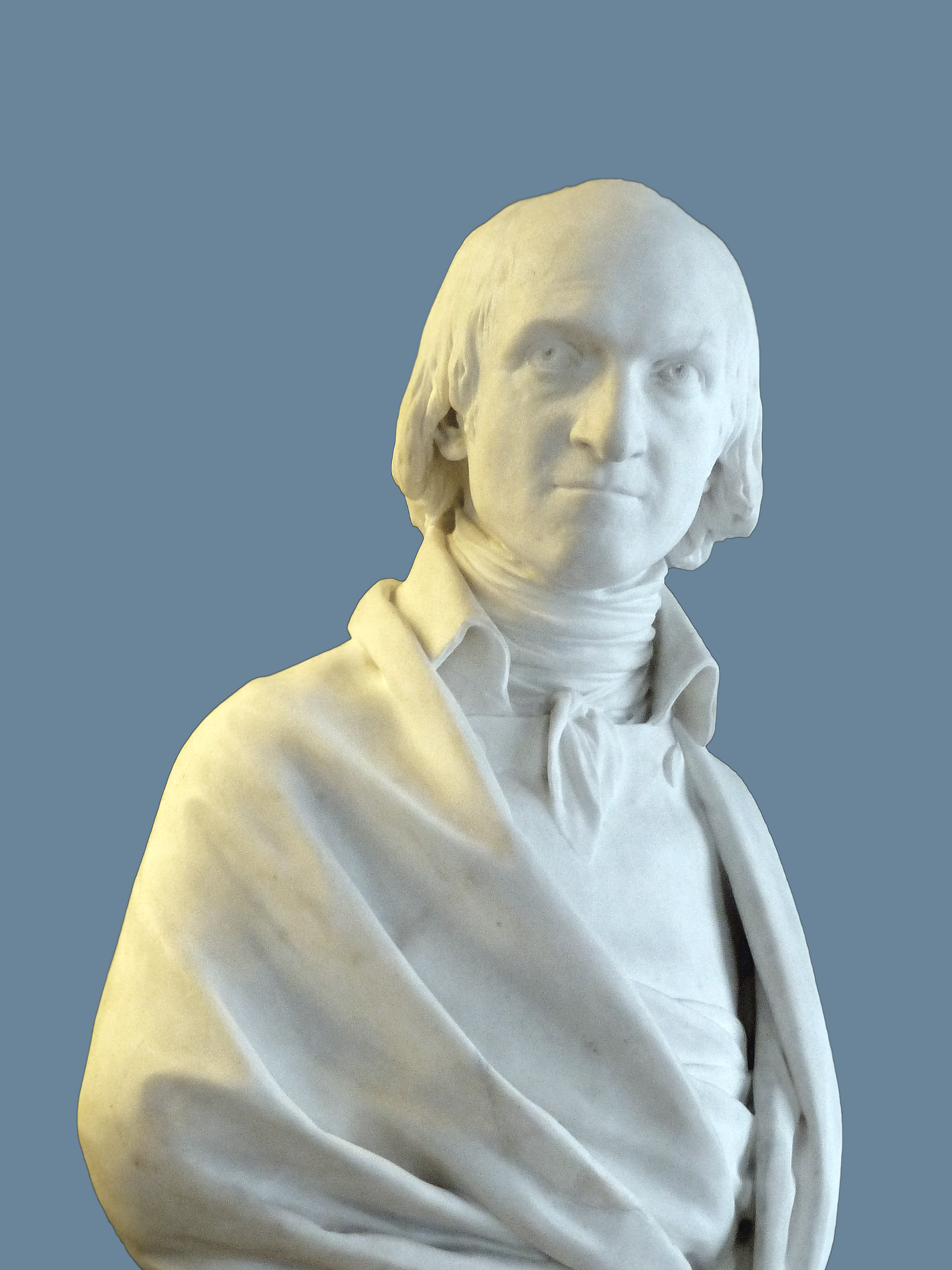
Buste d'Adrien Duquesnoy.

- 11 février, à Metz : Jean Baptiste Dezerre, né le 23 juillet 1740 à Giromagny (Haut-Rhin), militaire français de la Révolution et de l’Empire.
- 3 mars : Adrien Cyprien Duquesnoy, né le 26 septembre 1759[8] ou le 26 novembre 1759[9] à Briey, avocat, député aux États généraux en 1789, puis maire de Nancy, se signala par sa modération, et n'échappa au supplice que grâce au 9 thermidor. Placé depuis dans les bureaux de l'Intérieur, il s'occupa surtout des établissements de bienfaisance. Maire du Xe arrondissement, il fut disgracié par Napoléon Ier pour avoir marié le 26 octobre 1803 Lucien Bonaparte et Alexandrine de Bleschamp sans son consentement. Ruiné, il se jeta dans la Seine à Rouen.
- 28 avril à Phalsbourg : Joseph Victorin Nevinger, né le 6 mars 1736 à Boulay (Moselle), général de division de la Révolution française.
- 28 mai à Metz : Laurent de Chazelles, né le 28 juillet 1724 à Metz, agronome, magistrat et horticulteur français.
- 21 juillet à  Neufchâteau : Nicolas Carant, homme politique français né le 3 août 1751 à Lamarche (Vosges).
- 14 septembre à Montmédy (Meuse) : Pierre Antoine Michaud, né le 23 mai 1746 à Villers-lès-Luxeuil (Haute-Saône), général français de la Révolution et de l’Empire.